# Oedaleus
Genre
Synonymes
- Microgastrimargus Lee & Park, 1992

Oedaleus est un genre d'insectes orthoptères de la famille des Acrididae.

## Distribution
Les espèces de ce genre se rencontrent en Afrique, en Europe, en Asie et en Océanie.

## Liste des espèces
Selon Orthoptera Species File (25 juillet 2018) :
- Oedaleus abruptus (Thunberg, 1815)
- Oedaleus asiaticus Bey-Bienko, 1941
- Oedaleus australis Saussure, 1888
- Oedaleus bimaculatus Zheng & Gong, 2001
- Oedaleus carvalhoi Bolívar, 1889
- Oedaleus cnecosopodius Zheng, 2000
- Oedaleus decorus (Germar, 1825)
- Oedaleus flavus (Linnaeus, 1758)
- Oedaleus formosanus (Shiraki, 1910)
- Oedaleus hyalinus Zheng & Mao, 1997
- Oedaleus infernalis Saussure, 1884
- Oedaleus inornatus Schulthess, 1898
- Oedaleus instillatus Burr, 1900
- Oedaleus interruptus (Kirby, 1902)
- Oedaleus johnstoni Uvarov, 1941
- Oedaleus kaohsiungensis Yin, Ye & Dang, 2015
- Oedaleus manjius Chang, 1939
- Oedaleus miniatus Uvarov, 1930
- Oedaleus nadiae Ritchie, 1981
- Oedaleus nantouensis Yin, Ye & Dang, 2015
- Oedaleus nigeriensis Uvarov, 1926
- Oedaleus nigripennis Zheng, 2005
- Oedaleus nigrofasciatus (De Geer, 1773)
- Oedaleus obtusangulus Uvarov, 1936
- Oedaleus plenus (Walker, 1870)
- Oedaleus rosescens Uvarov, 1942
- Oedaleus sarasini Saussure, 1884
- Oedaleus senegalensis (Krauss, 1877)
- Oedaleus virgula (Snellen van Vollenhoven, 1869)
- Oedaleus xiai Yin, Ye & Dang, 2015

## Publication originale
- Fieber, 1853 : Synopsis der europäischen Orthoptera mit besonderer Rücksicht auf die in Böhmen vorkommenden Arten. Lotos, vol. 3, p. 90-104, 115-129, 138-154, 168-176, 184-188, 201-207, 232-238, 252-261.